# Rovereto (metrostation)
Rovereto is een metrostation in de Italiaanse stad Milaan dat werd geopend op 1 november 1964 en wordt bediend door lijn 1 van de metro van Milaan.

## Ligging en inrichting
Het ondiep gelegen zuilenstation ligt onder de Viale Monza vlak ten noorden van de Via Rovereto. Het ondergrondse deel is gebouwd naar het standaardontwerp voor de “gemeentelijke” (lijn 1 & 2) metrostations. De verdeelhal ligt boven de sporen ten noorden van de Via Rovereto en heeft 4 toegangen aan weerszijden van de Viale Monza, die ondanks de stationsnaam noordelijker dan de Via Rovereto liggen. In de verdeelhal zijn verschillende winkeltjes gevestigd. Bovengronds ligt aan de westkant de buurt Nolo (Nord di Loreto) en ongeveer 300 meter naar het oosten het Parco Trotter. Ondergronds ligt Turro 579 meter noordelijker en Pasteur 578 meter zuidelijker.